# Cataratas de Kaieteur
 Coordenadas : formato inválido
As cataratas de Kaieteur (Kaieteur Falls, em inglês) é uma grande e famosa queda-d'água do rio Potaro, na região central da Guiana. Localiza-se no Parque nacional Kaieteur, uma região do escudo das Guianas que é também reivindicada pela Venezuela, que a denomina “Guiana Essequiba”. 
Kaieteur é cinco vezes mais alta que as cataratas do Niágara, localizada na fronteira entre o Canadá e os Estados Unidos, e duas vezes mais alta que as cataratas Vitória, situadas na fronteira entre Zâmbia e Zimbábue, na África. Tem 226 metros quando medida desde sua queda até a primeira arrebentação em um penhasco de arenito, a partir do qual flui em uma série de cascatas que, se incluídas na medição, dão o total de 251 metros.
Uma das lendas contadas sobre a origem da palavra Kaieteur relata que o nome foi dado em homenagem a Kaie, um líder da tribo Patamona, que vivia acima do rio Potaro. Ele, para salvar seu povo sob ataque de uma tribo caraíba inimiga, sacrificou-se ao grande espírito Makonaima ao atirar-se das quedas d'água (teur, na língua indígena local).
O World Waterfalls Database, que o mais conhecido site sobre o assunto, classificou Kaieteur como a décima-sexta queda-d'água mais impressionante do mundo.

## Galeria

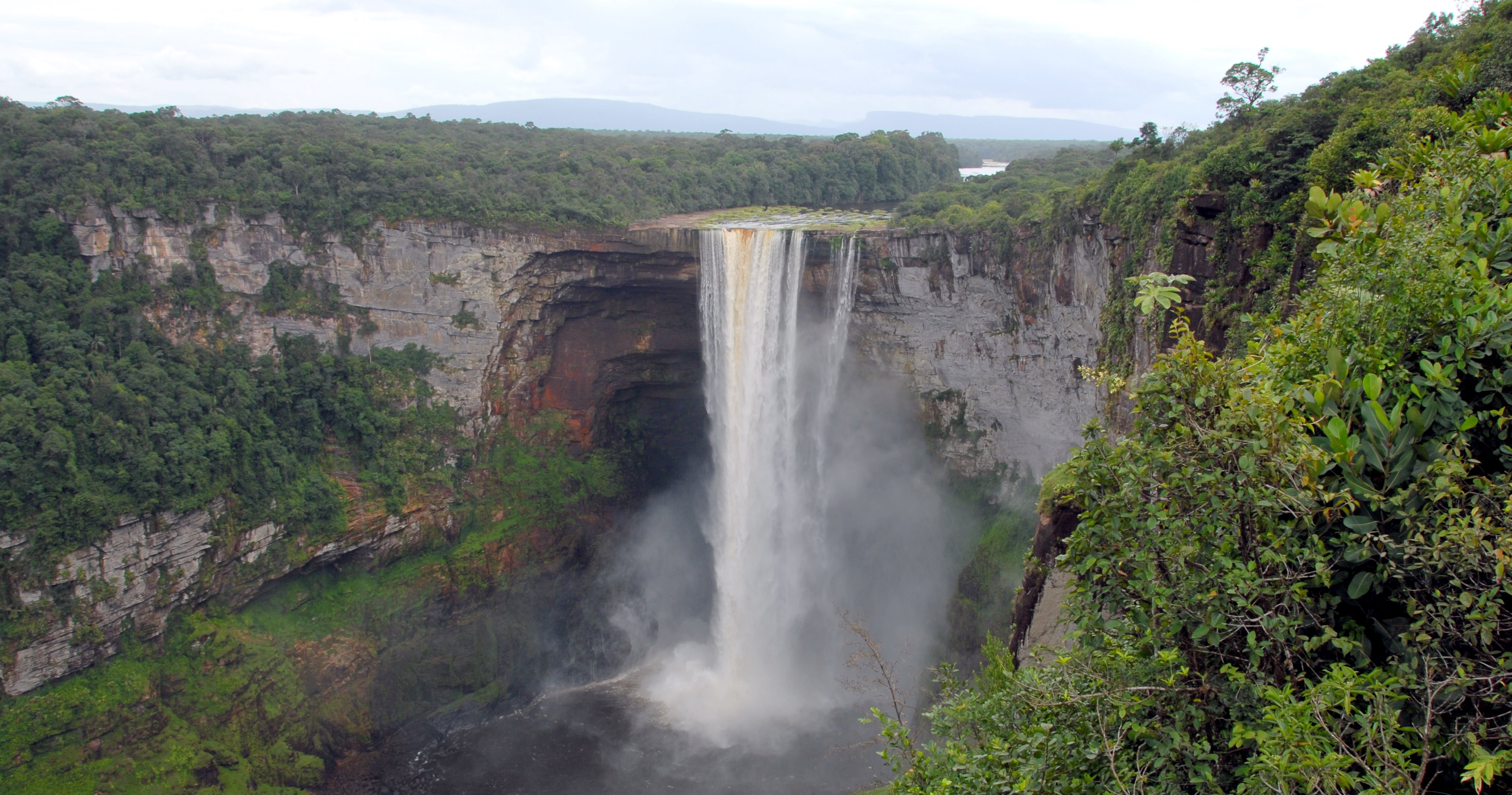
Kaieteur na estação seca, fevereiro de 2007
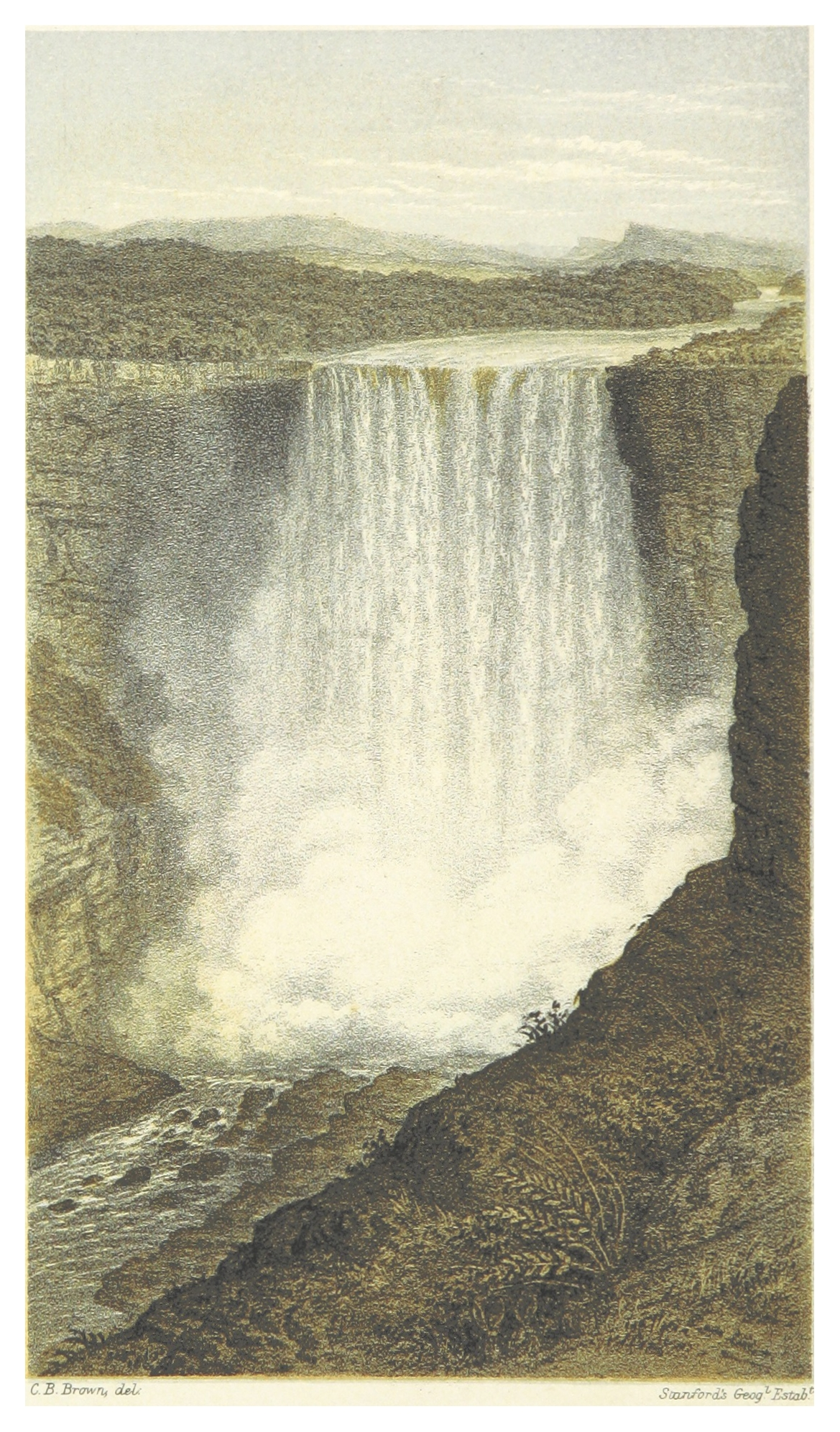
Pintura que retrata a época da descoberta, abril de 1870
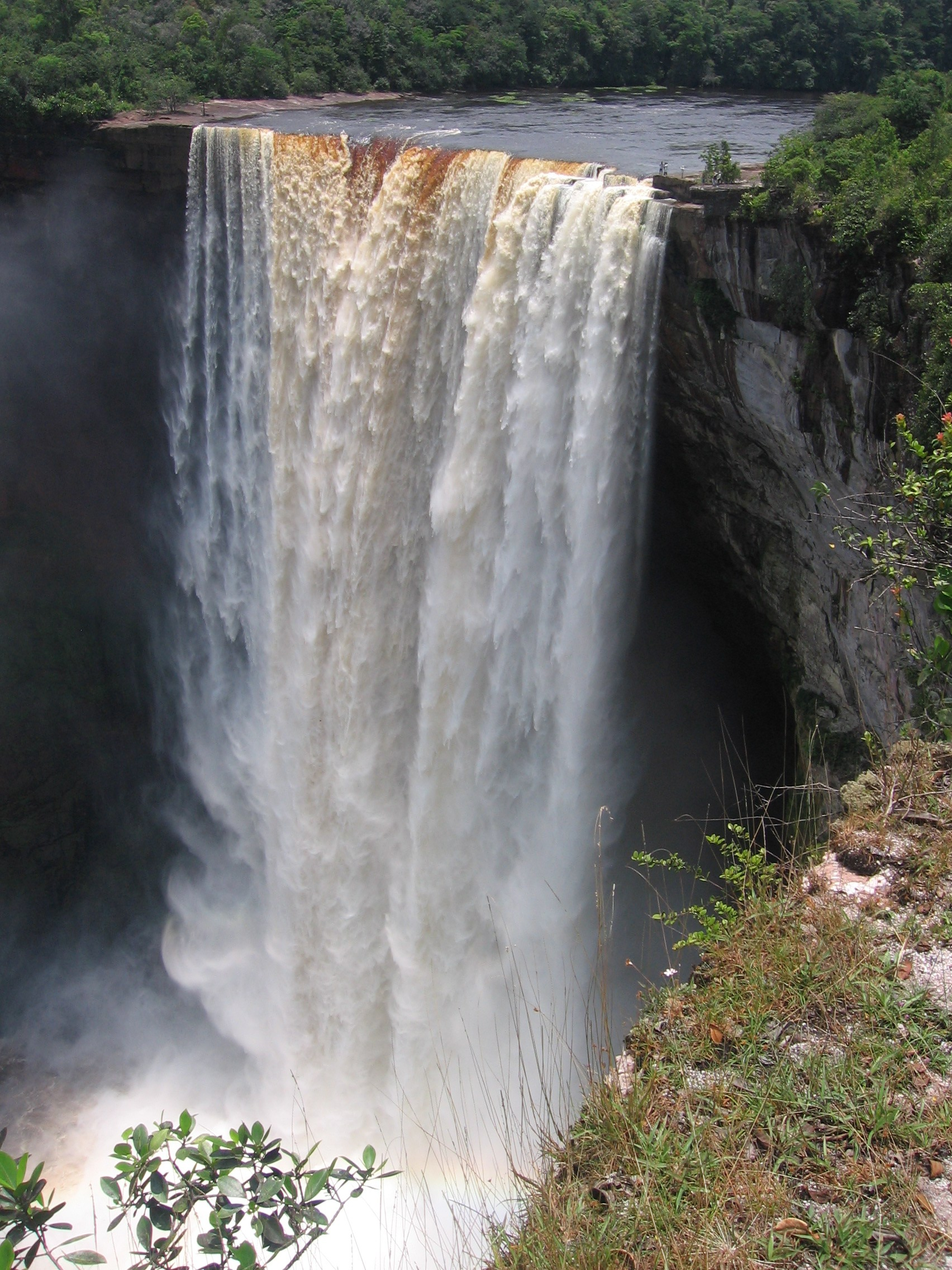
Vista nas proximidades da queda